# Ellen Mills Scarborough
Pour les articles homonymes, voir Scarborough.
Ellen Mills Scarbrough, née le 13 novembre 1900, morte en mars 1983, est une enseignante et une femme politique libérienne. Elle devient la première femme membre d'un gouvernement libérien en 1948 puis est élue à la Chambre des représentants en 1959, devenant ainsi également la première femme de l'assemblée législative de ce pays.

## Biographie
Ellen Mills Scarborough naît à Arthington en 1900. Après avoir étudié au College of West Africa (établissement méthodiste de Monrovia), elle fréquente l'université Howard à Washington, où elle obtient une licence. Elle obtient ensuite une maîtrise à l'université Columbia. 
De retour au Liberia, elle travaille comme enseignante. En 1947, elle est membre de la délégation libérienne aux Nations unies. L'année suivante, elle est nommée secrétaire adjointe à l'Instruction publique, devenant la première femme libérienne membre du gouvernement. Quatre ans plus tard, elle est promue secrétaire adjointe. Elle est également nommée docteur honoraire en éducation par l'université du Liberia.
En 1959, elle est élue à la Chambre des représentants, devenant ainsi la première femme parlementaire du pays. Elle a également été présidente de la Fédération nationale des femmes libériennes,.
Elle a ensuite fait don au gouvernement d'un terrain sur lequel a été créé l'hôpital psychiatrique Catherine Mills. Elle meurt à Monrovia en mars 1983.